# ŠK-1 Trempík
ŠK-1 Trempík (ook weleens omgedraaid; Trempík ŠK-1) is een Tsjechoslowaaks 1-motorig hoogdekker vliegtuig ontworpen en gebouwd door ingenieur Jaroslav Kamaryt en ingenieur Jan Šimunek. De ŠK-1 is een van de eerste vliegtuigen die in Tsjechoslowakije thuis gebouwd is na de Tweede Wereldoorlog. Op z’n minst één Trempik is er gebouwd, deze heeft de registratie OK-JXA. ŠK staat voor de eerste letters van beide voornamen.

## Specificaties
Motor: 1x Praga D 4-cilinder